# Desenvolupament personal
Per desenvolupament personal, o creixement personal, s'entén l'actualització de les potencialitats humanes (psicològiques i espirituals) que la persona pot fer més enllà del seu desenvolupament natural en funció de l'edat. Amb el treball de creixement personal la persona aprèn, a través de la consciència de si mateix, a aprofitar les seues possibilitats de pensar, sentir i actuar per a:
- Usar el pensament lliure o autònom.
- Dominar una llibertat responsable, sent líder de si mateix.
- Tenir salut emocional.

És un treball diferent del que pot fer-se amb la psicoteràpia, destinada aquesta a resoldre problemes puntuals concrets. No obstant això, de vegades ambdós tipus de treball coincideixen i es complementen.
Es podria dir que la psicoteràpia tracta d'ordenar una mica que està desordenat, és a dir, és el pas de la desorganització a l'organització, del caos a l'equilibri, mentre que el creixement personal tracta d'arribar a la plenitud, és a dir, una vegada que ja es té l'organització i l'equilibri desenvolupar la pròpia capacitat per al goig, la vitalitat i la creativitat.
Una metàfora que pot ajudar a diferenciar el treball de psicoteràpia del treball de creixement personal, és imaginar que cada persona té el seu propi jardí i és responsable de cuidar-lo. El treball de psicoteràpia consisteix a netejar-lo de pedres, matolls i dolentes herbes, remoure la terra, tapar els clots, etc., o siga, a deixar el terreny en bones condicions, mentre que el treball de creixement personal consisteix en, estant ja net el terreny, regar i cuidar tan bé com siga possible les plantes i flors perquè cresquen sanes i belles, expressant tota la seua bellesa per a delit propi i dels altres.

## Objectius del desenvolupament personal
- Bàsicament Conèixer-se a si mateix, amb honestedat, situant virtuts i defectes.
- Avaluar que vol conservar-se, millorara o canviar-se, i situar les eines per a fer-lo.
- Lliurar-se dels obstacles interiors i exteriors que alguna vegada o d'alguna manera impedisquen el lideratge i el bon acompliment com treballador i com capdavanter.
- Ser qui es vol ser; on el pensar, el sentir i l'actuar siguen una unitat coherent o guardar relació amb l'actitud personal i responsabilitat.

## Eines per al desenvolupament personal
- Utilitzar la pròpia experiència, notant el sentit i el sentiment que li donem a les nostres vivències.
- Ser conscient o adonar-se de les pròpies accions i comportaments.
- Aprendre a comunicar, a un mateix i a uns altres, els descobriments sobre si mateix.

## Tècniques per al creixement personal
Classificant-les en funció del que cada tècnica tendeix a potenciar tot i que és possible que cadascuna d'ella actuar en major o menor mesura en els altres camps:
- Tècniques corpori-emocionals:
  - Vegetoterapia o orgonomia (Wilhelm Reich)
  - Anàlisis bioenergètic (Alexander Lowen) - Radix (Charles Kelley)
  - Teràpia primal (Janov)
  - Anàlisi afectiva-primal (Claude Alieu)
  - Respiració holorènica[1] (J.M. Fericgla)
  - Respiració holotròpica (S. Grov)
  - Renaixement o Rebirthing (Leonard Orr)
  - Somaterapia (Roberto Freire)
- Tècniques d'autoconsciència:
  - Filosofia
  - Teràpia gestalt (Fritz Perls, Paul Goodman)
  - Eneagrama
  - PNL
  - Somni dirigit (Robert Dessoille)
    - Sofrologia (Caycedo)

  - Control mental (Silva)
    - Psicosíntesi (Assagioli)
- Tècniques interpersonals:
  - Anàlisi transaccional (Eric Berne)
  - Psicodrama (Jacob Levy Moreno)